# Epimedium enshiense
Epimedium enshiense är en berberisväxtart som beskrevs av B.L. Guo och P.K. Hsiao. Epimedium enshiense ingår i släktet sockblommor, och familjen berberisväxter. Inga underarter finns listade i Catalogue of Life.